# Municipio de Wayne (condado de Kosciusko)
El municipio de Wayne (en inglés, Wayne Township) es un municipio del condado de Kosciusko, Indiana, Estados Unidos. Según el censo de 2020, tiene una población de 29 110 habitantes.

## Geografía
Según la Oficina del Censo de los Estados Unidos, tiene una superficie total de 116.7 km², de la cual 110.7 km² corresponden a tierra firme y 6.0 km² son agua.

## Demografía
Según el censo de 2020, hay 29 110 personas residiendo en la zona. La densidad de población es de 263.0 hab./km². El 82.78% de los habitantes son blancos, el 1.57% son afroamericanos, el 0.46% son amerindios, el 2.88% son asiáticos, el 0.02% son isleños del Pacífico, el 5.38% son de otras razas y el 6.90% son de una mezcla de razas. Del total de la población, el 11.63% son hispanos o latinos de cualquier raza.